# فلیپه فولگوسی
فلیپه فولگوسی (انگلیسی: Felipe Folgosi؛ زادهٔ ۱۸ مهٔ ۱۹۷۴) یک هنرپیشه اهل برزیل است.